# Paralipsis (insecto)
Paralipsis es un género de himenópteros apócritos de la familia Braconidae. Son avispas parasitoides (cenobiontes).

## Taxonomía

### Especies
El género incluye las siguientes especies:
- Paralipsis eikoe (Yasumatsu, 1951)
- Paralipsis enervis (Nees, 1834)
- Paralipsis planus van Achterberg, 2016
- Paralipsis tibiator van Achterberg & Ortiz de Zugasti, 2016